# Sara Pinto Coelho
Sara Pinto Coelho (* 30. November 1913 in Roça Esperança, São Tomé und Príncipe; † 1990 in Portugal) war eine são-toméische Schriftstellerin, die Prosa und Dramatisches in portugiesischer Sprache schrieb.
Pinto Coelho wuchs in Portugal auf. Den größten Teil ihres Erwachsenenlebens verbrachte sie in Mosambik, wo sie an einer Grundschule unterrichtete und Radio-Hörspiele, Romane, Kurzgeschichten und Kinderbücher schrieb. Sie war  1967 bis 1972 Direktorin des kolonialen Radioprogramms Rádio Clube de Moçambique.

## Werke
- Confidências de Duas Raparigas Modernas (1946)
- O Tesouro Maravilhoso (1947)
- Aventuras de um Carapau Dourado (1948)
- Memórias de uma Menina Velha. Lisboa: Editorial Notícias, 1994. ISBN 972-46-0630-9

| Personendaten    | Personendaten                         |
| ---------------- | ------------------------------------- |
| NAME             | Pinto Coelho, Sara                    |
| KURZBESCHREIBUNG | são-toméische Schriftstellerin        |
| GEBURTSDATUM     | 30. November 1913                     |
| GEBURTSORT       | Roça Esperança, São Tomé und Príncipe |
| STERBEDATUM      | 1990                                  |
| STERBEORT        | Portugal                              |